# Nikola Stražičić
Nikola Stražičić (* 12. März 1924 in Babino Polje auf Mljet, Jugoslawien (heute Kroatien); † 11. August 2018 in Rijeka, Kroatien) war ein jugoslawisch-kroatischer Meereskundler, Verkehrs- und Regionalwissenschaftler, Begründer der Meeresgeografie in Kroatien und Autor von rund hundert geografischen Publikationen.
Er wurde 1979 an der naturwissenschaftlich-mathematischen Fakultät der Universität Zagreb promoviert. An der meereswissenschaftlichen Fakultät der Universität Rijeka lehrte er bis zu seiner Emeritierung als ordentlicher Professor. Stražičić erhielt den Orden des kroatischen Morgensterns mit dem Bild Ruđer Boškovićs.

## Ausgewählte Werke
- Pomorski prolazi – ključne tačke svijeta, 1961.
- Otok Cres (Die Insel Cres), 1981.
- Pomorska geografija svijeta (Weltmeeresgeographie), 1984.
- Pomorska geografija Jugoslavije (Meeresgeographie Jugoslawiens), 1989.